# Stettler (Alberta)
Pour les articles homonymes, voir Stettler (homonymie).
Stettler est une ville (town) située au centre-est de l'Alberta dans le Comté de Stettler No  6, à environ 101 km à l'est de Red Deer à la jonction de l'autoroute 12 et l'autoroute 56. Elle est surnommée The Heart of Alberta (« Le cœur de l'Alberta »)[réf. nécessaire].

## Démographie
| 2001  | 2006  | 2011  | 2016  |
| ----- | ----- | ----- | ----- |
| 5 215 | 5 418 | 5 748 | 5 952 |

## Politique
Les personnes suivantes ont servi comme maire de Stettler[réf. nécessaire] :
- Bob Stewart
- John Brennen
- Peeples Redford
- Robin Sloan
- Gary McKay
- Keith Ryder
- James Hunter
- Dick Richards